# Systeam
SYSteam var ett svenskt IT-bolag grundat i Jönköping 1984 av Arne Nilsson, Claes Rosengren och Stig-Olof Simonsson. Bolaget fanns på cirka 50 orter i Norden och hade i slutet före fusionen drygt 1300 medarbetare.
SYSteam ägdes till slutet av 2006 till 46 procent av Bure Equity medan resten ägdes av grundarna och de anställda. I slutet av 2006 köpte norska ErgoGroup, som är ett dotterbolag till Posten Norge, upp samtliga aktier i SYSteam. Den 14 oktober 2010 fusionerades ErgoGroup med den norska IT-koncernen EDB. Därmed fusionerades också SYSteam med den svenska delen av EDB. 
Den 19 mars 2012 bytte koncernen till namnet EVRY.